# オマール・フライレ
オマール・フライレ・マタランス（Omar Fraile Matarranz、1990年7月17日 - ）は、スペイン・バスク州ビスカヤ県サントゥルツィ出身の自転車競技（ロードレース）選手。

## 経歴
2012年、オルベア・コンチネンタルにてプロキャリアスタート。
2013年、カハルラル・セグロスRGAへ移籍。
2015年、バスク一周で山岳賞を獲得し、自身初のワールドツアーでの表彰台に乗った。その後、ブエルタ・ア・エスパーニャでも山岳賞を獲得し、有力クライマーとして名を挙げた。
2016年、ブエルタ・ア・エスパーニャ第6ステージでは登りを利用して独走し、残り19kmで追走集団に捕まったが、敢闘賞を獲得した。
2017年、ジロ・デ・イタリア第11ステージにて、序盤から逃げを重ね、最後は少人数でのスプリントを制してグランツール初勝利を獲得。
2018年、アスタナ・プロチームに移籍。ツール・ド・フランス第14ステージにてツール初勝利。
2022年、イネオス・グレナディアスに移籍。

## 主な戦績

### 2011年
- スペイン選手権　3位(個人タイムトライアル)

### 2015年
- バスク一周　山岳賞
- ジロ・デッラッペンニーノ　優勝
- ダンケルク4日間レース　区間優勝（第4ステージ）
- ブエルタ・ア・エスパーニャ　山岳賞

### 2016年
- ブエルタ・ア・ブルゴス　山岳賞
- ブエルタ・ア・エスパーニャ　山岳賞、敢闘賞（第6ステージ）

### 2017年
- ジロ・デ・イタリア　区間優勝（第11ステージ）

### 2018年
- イツリア・バスク・カントリー　区間優勝（第5ステージ）
- ツール・ド・ロマンディ　区間優勝（第1ステージ）
- ツール・ド・フランス　区間優勝（第14ステージ）

### 2021年
- スペイン選手権　個人ロードレース 優勝

### 2023年
- ブエルタ・ア・アンダルシア　区間優勝（第5ステージ）